# Chrysorithrum amata

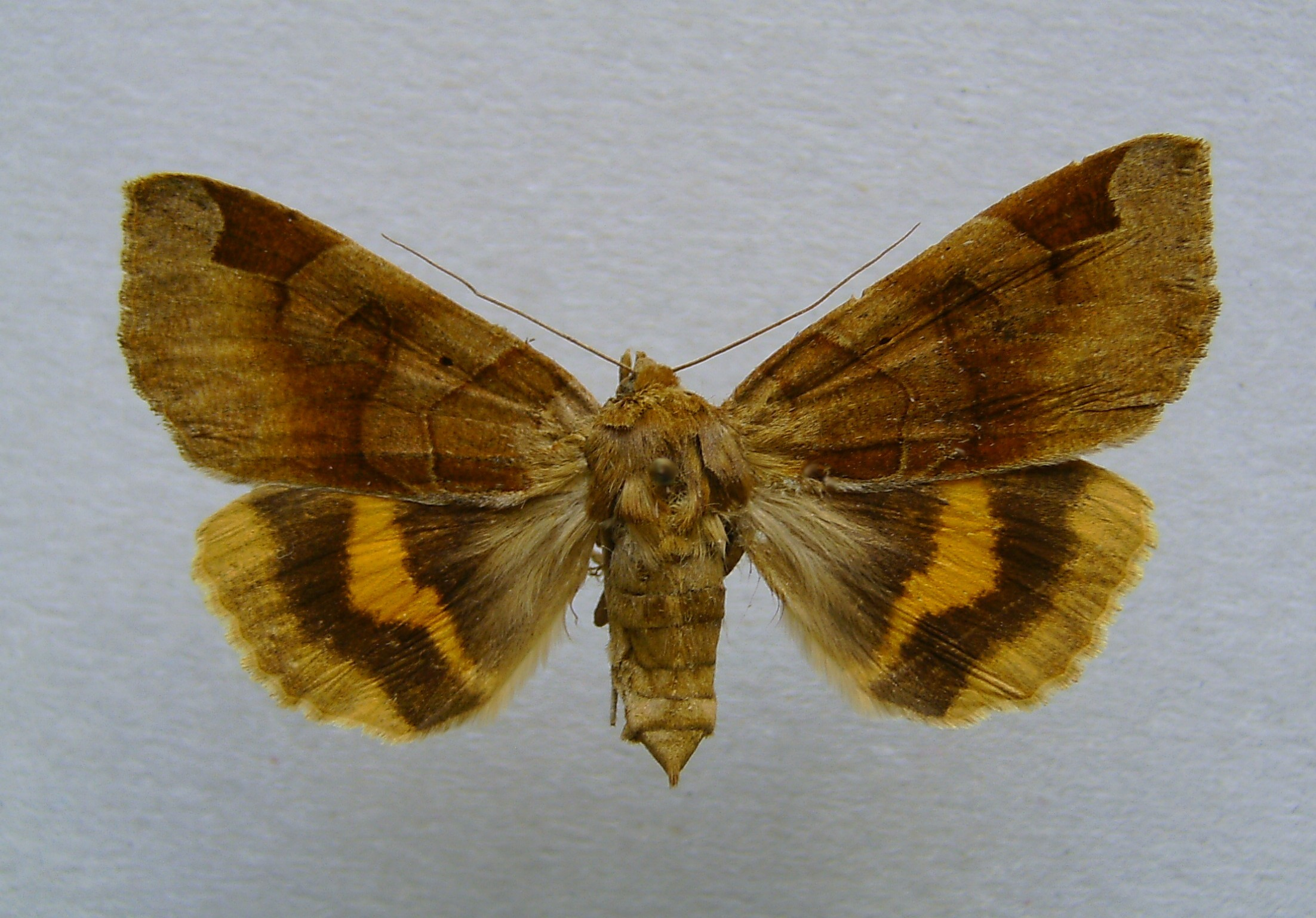
Rotbraune Form

Chrysorithrum amata ist ein in Ostasien vorkommender Schmetterling (Nachtfalter) aus der Familie der Eulenfalter (Noctuidae).

## Merkmale

### Falter
Die Flügelspannweite der Falter beträgt 64 bis 67 Millimeter. Ihre Vorderflügeloberseite zeigt dunkle graubraune oder rötliche Brauntöne. Sowohl die Basal- als auch die Postdiskalregion sind schwarzbraun gefärbt und von teilweise gezackten Querlinien eingefasst. Die Diskalregion ist stets etwas aufgehellt und zeigt einen punktförmigen schwarzen Diskoidalfleck. Die Hinterflügeloberseite hat eine braune Farbe und wird von einem breiten gelben Saumband durchzogen. Der Saumbereich ist zuweilen aufgehellt. Die Unterseite der Flügel ist hellbraun bis rötlich braun und zeigt eine deutlich verdunkelte Diskalregion der Vorderflügel, die kurz vor dem Vorderrand endet.

### Ähnliche Arten
Die Falter von Chrysorithrum flavomaculata und Chrysorithrum duda unterscheiden sich in erster Linie durch die dunklere Diskalregion auf der Vorderflügeloberseite und das breitere gelbe Saumband auf der Hinterflügeloberseite.

## Verbreitung und Lebensraum
Das Verbreitungsareal von Chrysorithrum amata erstreckt sich vom Nordosten Russlands und Chinas bis nach Japan und Korea.

## Lebensweise
Die nachtaktiven, univoltinen Falter sind zwischen Mai und Juli anzutreffen. Sie besuchen künstliche Lichtquellen. Die Raupen ernähren sich von den Blättern von Hülsenfrüchtlern (Fabaceae). Details zur Lebensweise der Art müssen noch erforscht werden.